# Lasy Łochowskie

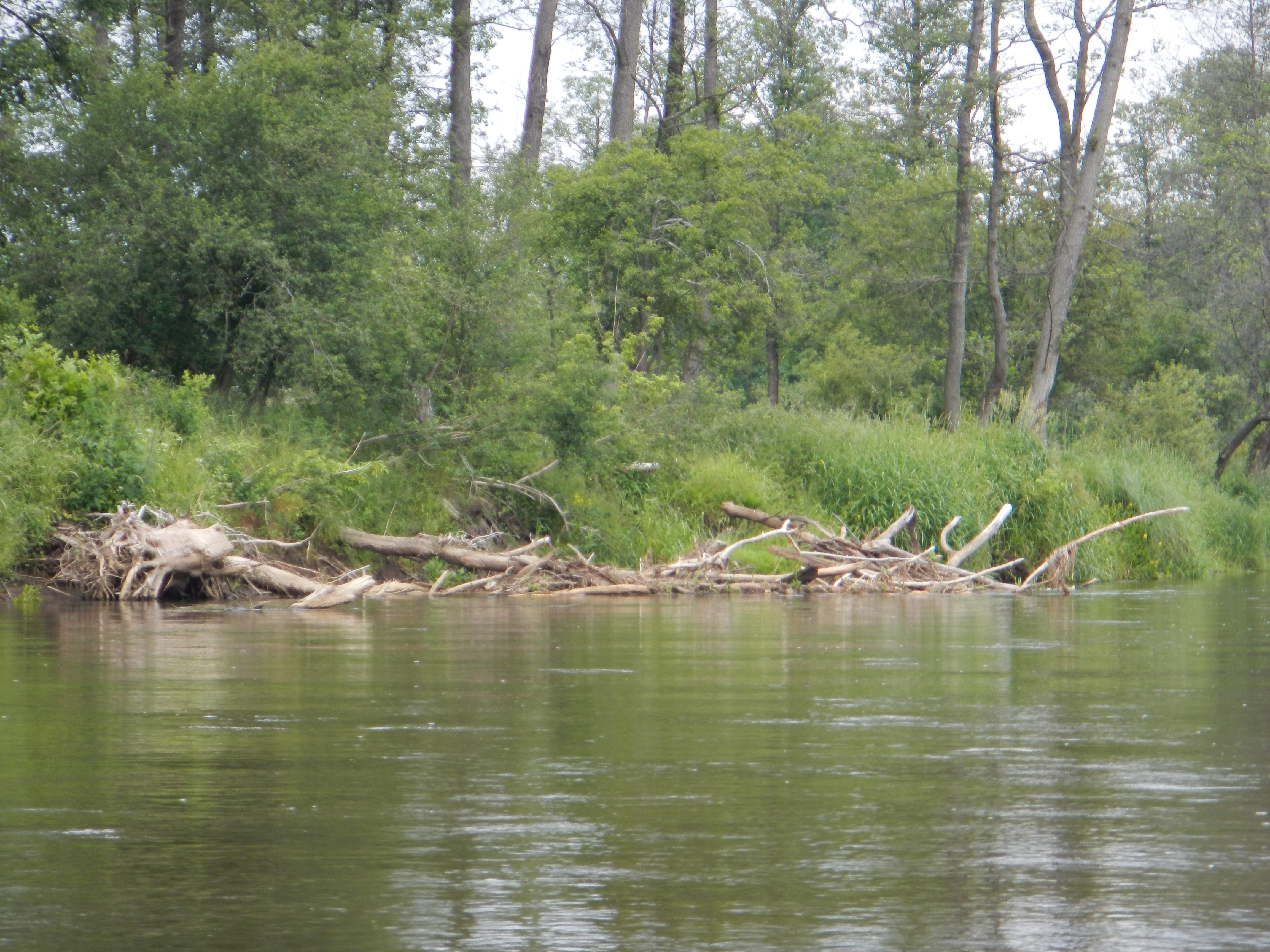
Rzeka Liwiec w Lasach Łochowskich

Lasy Łochowskie – kompleks leśny o powierzchni ok. 150 km. kwadratowych położony na Równinie Wołomińskiej oraz w Dolinie Dolnego Bugu, po obu stronach rzeki Liwiec.

## Opis
Morfologicznie są zbliżone do Puszczy Kampinoskiej, licznie występują wydmy i towarzyszące im bagna, a nad Bugiem taras zalewowy. Wydmy porasta bór sosnowy, który na terenie wilgotniejszym posiada domieszkę świerka. Na terenach podmokłych występuje olcha, brzoza i jesion, liczne starodrzewy. Lasy Łochowskie zamieszkują łosie, daniele, sarny, dziki, lisy i borsuki oraz bogaty świat ptaków m.in. żurawie, czarne bociany oraz liczne gatunki wodne i błotne.
W Lasach Łochowskich Zbigniew Domański znalazł jedyne (do 2003 r.) w Polsce stanowisko rzadkich gatunków grzybów, w tym m.in. pieczarki purpurowobrązowej (Agaricus cupreobrunneus), muchomora szaropłowego (Amanita lividopallescens) i języczka czarnobrązowego (Arrhenia obscurata).

## Historia
Najstarsze jednostki osadnicze powstawały wzdłuż Bugu, dopiero później lokowano osady w głębi lasu. Na tym obszarze znajdowały się Puszcza Kamieniecka (na wschód od Liwca) i Puszcza Jadowska (na zachód od Liwca) będące królewszczyzną. W 1820 okoliczne dobra nabyli Zamoyscy i należały one do nich do II wojny światowej, w 1863 działały tu oddziały powstańcze, pod wsią Fidest miała miejsce bitwa. Od początku XX wieku nastąpił rozwój miejscowości letniskowych, z których najpopularniejszą są Urle.